# James Boyd
Ne pas confondre avec le scientifique James Boyd.
James Boyd est un boxeur américain né le 30 novembre 1930 à Rocky Mount, Caroline du Nord, et mort le 25 janvier 1997 à Baltimore, Maryland.

## Carrière
Il devient champion olympique aux Jeux d'Helsinki en 1956 dans la catégorie mi lourds après sa victoire aux points en finale contre le Roumain Gheorghe Negrea. Boyd choisit de passer professionnel en 1959 mais ne rencontre pas le même succès que dans les rangs amateurs. Il ne combat qu'à 7 reprises (2 victoires, 2 défaites et 3 matchs nuls) et met finalement un terme à sa carrière en 1962.

## Parcours auxJeux olympiques
Jeux olympiques d'été de 1956 à Melbourne (poids mi-lourds) :
- Bat Rodolfo Luciano Diaz (Argentine) aux points
- Bat Romualdas Murauskas (URSS) aux points
- Bat Gheorghe Negrea (Roumanie) aux points